# Ischnura senegalensis
Ischnura senegalensis es una especie de odonato zigóptero de la familia Coenagrionidae, nativa de África, y bastante común en Medio Oriente, en el sudeste de Asia, la Wallacea y Melanesia. Está también presente en Madeira y Canarias.